# دنيس والش
دنيس والش (بالإنجليزية: Dennis Walsh)‏ هو عالم فلك بريطاني، ولد في 12 يونيو 1933، وتوفي في 1 يونيو 2005.